# Бралін (Західнопоморське воєводство)
Бралін (пол. Bralin, нім. Adolfsruh) — село в Польщі, у гміні Каліш-Поморський Дравського повіту Західнопоморського воєводства.
У 1975-1998 роках село належало до Кошалінського воєводства.